# Линдберг
Линдберг (њем. Lindberg) општина је у њемачкој савезној држави Баварска. Једно је од 24 општинска средишта округа Реген. Према процјени из 2010. у општини је живјело 2.418 становника. Посједује регионалну шифру (AGS) 9276130.

## Географски и демографски подаци
Линдберг се налази у савезној држави Баварска у округу Реген. Општина се налази на надморској висини од 665 метара. Површина општине износи 109,0 km². У самом мјесту је, према процјени из 2010. године, живјело 2.418 становника. Просјечна густина становништва износи 22 становника/km².

## Међународна сарадња
| Мјесто  | Држава   | Врста сарадње | Од    |
| ------- | -------- | ------------- | ----- |
| Пухенау | Аустрија | партнерство   | 1987. |
| Извор   |          |               |       |